# اضطراب الصفائح الدموية
اضطراب الصفائح الدموية هو اضطراب نزيفي نادر وراثي جسمي دائم تم وصفة في عائلة من مقاطعة كيبيك في كندا.  

## عرض
أن الأفراد الذين يعانون من أضطراب الصفائح الدموية معرضون لخطر الإصابة بعدد من أعراض النزيف، بما في ذلك نزيف المفاصل، بيلة دموية، وكدمات كبيرة.  قد تم تحديد السبب الجيني لضطراب الصفائح الدموي في عام 2010 وذلك بسبب طفرة التي تنطوي على نسخة إضافية من التحالف التقدمي المتحد ( يوروكيناز المنشط plasminogen ) الجينات  [وصلة مكسورة] و تسبب تلك الطفرة في حدوث الإفراط في إنتاج إنزيم يسرع من تكسر جلطة الدم .

## علم الفيزيولوجيا المرضي
و يتميز الاضطراب بكميات كبيرة من انزيم البوليوكيناز - نوع منشط البلازمينوجين (u-PA) في الصفائح الدموية .  ونتيجة لذلك يتم تحويل بلازمينوجين الصفائح الدموية المخزن إلى بلازمين ، والذي يعتقد أنه يؤدي دورًا في تحلل عدد من البروتينات المخزنة في حبيبات الصفائح الدموية α.  وتشمل هذه البروتينات عامل الصفائح الدموية V وعامل Von Willebrand و fibrinogen و thrombospondin-1 و osteonectin . هناك أيضًا نقص كمي في بروتين الصفائح الدموية multimerin 1 ( MMRN1 ). علاوة على ذلك، فعند تنشيط الصفائح الدموية QPD ، يمكن إطلاق u-PA لتشكيل جلطات وتسريع تحلل الجلطة، مما يؤدي إلى نزف متأخر االظهور (12-24 ساعة بعد الإصابة). 

## التاريخ
ولقد تم العثور على هذا الاكتشاف من قبل فريق من الأطباء في جامعة ماكماستر ، وذلك بقيادة الدكتورة كاثرين هايوارد، أخصائية أمراض الدم . 